# La costa dei barbari (film 1935)
La costa dei barbari (Barbary Coast) è un film del 1935 diretto da Howard Hawks.

## Trama
Tra le strade di una frenetica San Francisco del 1849, una giovane ragazza newyorkese, Mary, giunge nella nebbia, in cerca di facile fortuna, per sposare il più benestante minatore della città. Informata della sua morte, decide tuttavia di rimanere e non abbandona il sogno di diventare ricca. Ben presto diviene l'amante di Luis Chamalis, proprietario della casa da gioco "Bella Donna", un locale dove si gioca d'azzardo. Luis, l'uomo più potente e crudele di San Francisco, se ne innamora e pur non sposandola, la assume alla roulette per attirare i minatori e i cercatori d'oro ed impossessarsi delle loro fortune. Mary non ricambia i sentimenti di Luis, e si innamora invece di un giovane minatore di nome Jim, poeta a tempo perso e animo angelico, il quale attratto dai tavoli da gioco e sperando di arricchirsi, perde tutto il capitale che aveva guadagnato. La giovane innamorata lo aiuta a fuggire con lei per scampare alla vendetta del proprietario della casa da gioco.

## Produzione
Il film fu scritto da Ben Hecht e Charles MacArthur che, due anni prima, avevano già firmato per Hawks Ventesimo secolo. Howard Hawks non ha mai amato molto questo film, ammettendo di averlo girato solo per motivi economici, rimpiazzando William Wyler a film già iniziato. "È un film che disegna per la prima volta nella variegata filmografia di Hawks i primi rudimenti del western riletto con l'arma dell'ironia e della violenza a braccetto, grazie anche alla preziosa presenza del monolito mitico del genere, quel Walter Brennan che ritornerà, tra gli altri, anche nel Sergente York e nel Fiume Rosso.